# 利亚内拉
利亚内拉，是西班牙阿斯图里亚斯的一个市镇。总面积107平方公里，总人口12302人（2001年），人口密度115人/平方公里。